# Europastraße 136
Die Europastraße 136 (Abkürzung: E 136) ist eine Europastraße des Zwischennetzes (Kategorie B) in Norwegen. Sie verbindet die Hafenstadt Ålesund mit Dombås an der Europastraße 6.

## Verlauf

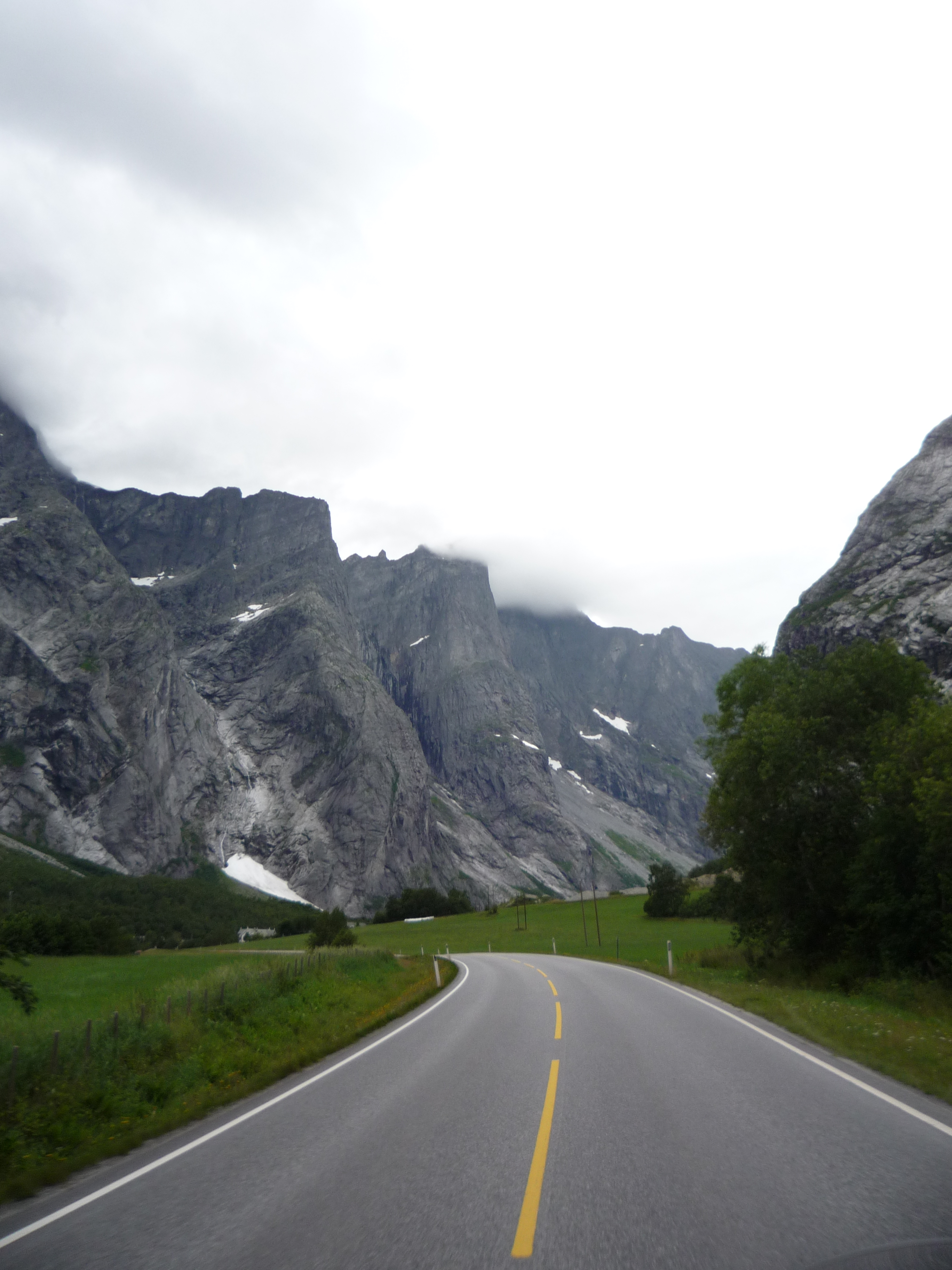
Die Straße im Romsdal

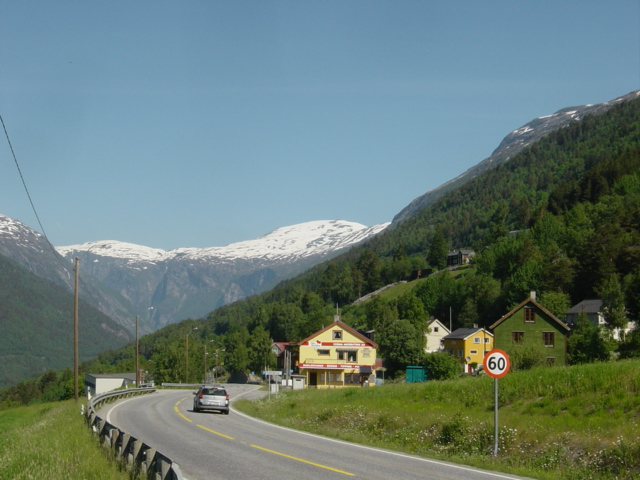
Die E 136 bei Verma

Die Straße bildet die wichtigste Verbindung zwischen den Fylker Innlandet und Møre og Romsdal. Sie verläuft von Dombås in der Kommune Dovre parallel zur Raumabahn im Tal des Flusses Lågen bis zur Wasserscheide und dann weiter im Tal der Rauma, die bei Åndalsnes den Romsdalsfjord erreicht. Sie folgt weiter dem Südufer des Romsdalsfjords und vereinigt sich bei Brastad rund 7 km südlich von Vestnes mit der Europastraße 39, mit der sie gemeinsam bis auf die Insel Aspøy im Zentrum von Ålesund verläuft.

## Ausbau

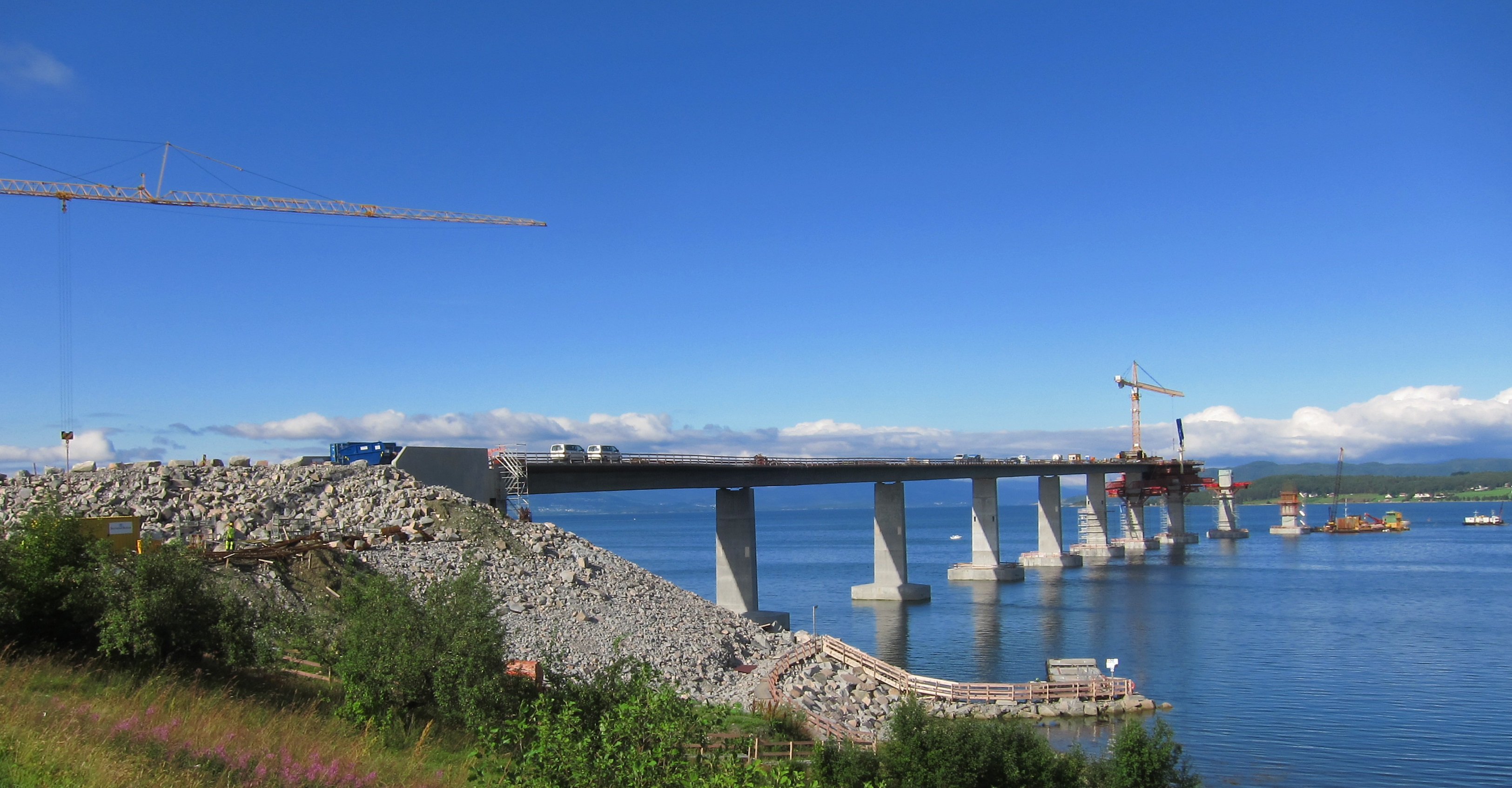
Brücke über den Tresfjord (im Bau, 2014)

Die Straße hat eine Standardbreite von sieben bis acht Metern. Die östliche Ausfahrt von Ålesund ist als Schnellstraße ausgebaut. An anderen Orten ist die Geschwindigkeit auf 60 oder 70 km/h begrenzt, da es sich um Unfallshäufungspunkte handelt oder Bebauung in der Nähe vorhanden ist. Die 1.290 Meter lange Tresfjordbrücke (norwegisch: Tresfjordbrua) über den Tresfjord bei Vikebukt, im Oktober 2015 eröffnet, verkürzte die vorige Fahrtstrecke zwischen Ålesund und Åndalsnes um rund dreizehn Kilometer. An sie schließt sich ein im Dezember 2014 eröffneter Tunnel, der Vågstrandstunnel, von 3,67 km Länge an. Die Straße besitzt noch mehrere Tunnel, deren längster der 1991 eröffnete Innfjordtunnel mit 6,6 km ist.

## Geschichte
Die Verbindung zwischen Vestlandet und Østlandet war schon um 1850 durchgehend befahrbar. Die Straße wurde früher als Europastraße 69 bezeichnet, danach als Reichsstraße 9. Seit 2000 trägt sie (allein) die geltende Europastraßenbezeichnung.